# 고바야시 리쿠 (2001년)
고바야시 리쿠(일본어: 小林 里駆, 2001년 8월 2일~)는 일본의 축구 선수이다.

## 구단 경력
그는 2018년부터 2019년까지 FC 도쿄 U-23에서 뛰었다. 2020년부터 2023년까지 준텐도 대학에서 활동했다. 2024년 J3리그의 기라반츠 기타큐슈에 입단했다. 2025년 고치 유나이티드 SC로 이적했다.